# Клијент (филм)
Клијент (енгл. The Client), амерички је криминалистички трилер филм из 1994. године који је режирао Џоел Шумахер, а написали Акива Голдсман и Роберт Гечел. У њему глуме Сузан Сарандон, Бред Ренфро, Томи Ли Џоунс и Ентони Лапаља.

## Радња
Једанаестогодишњи Марк Свеј и његов млађи брат Рики, пуше цигарете у шуми, близу своје куће, када наиђу на мафијашког адвоката В. Џерома „Ромија” Клифорда. Клифорд каже Марку да ће се убити како би избегао да га убије Бери „Блејд” Малдано, нећак злогласног мафијашког боса Џонија Суларија. Рики пада у кататонични ступор, након што је био сведок самоубиства и примљен је у болницу „Светог Петра”. Власти и мафија, су одлучни да сазнају, шта је Клифорд рекао Марку, пре него што је умро, о томе где је сахрањен сенатор из Луизијане, којег је Малдано претходно убио.
Марк упознаје Реџину „Реџи” Лав, адвокатицу која пристаје да га заступа. Убрзо наилазе на „пречасног” Роја Фолтрига, познатог и сујетног федералног тужиоца, који је надимак добио јер воли цитирати Библију, а који овај случај користи, као одскочну даску за своје политичке амбиције. У међувремену, откривено је да Сулари никада није пристао на Малданову „смену сенатора”, и жели да Малдано сазна, колико дечаци знају о томе. Мора да помери и тело сенатора, али то тренутно није могуће, јер је сахрањен у Клифордовој кући за чамце и полиција истражује његово самоубиство.
Фолтриг наставља да користи легална средства, да примора Марка да открије где је тело скривено, док Сулари наређује Малдану да убије децу и Реџи. Такође наређује, да тело премести, чим се истрага у Клифордовој кући заврши. Члан мафије Пол Гронки, прети Марку у болничком лифту и Марк због тога не може да разговара са Фолтригом.
Марк и Реџи путују у Њу Орлеанс, да потврде да се тело налази на имању, које је припадало Клифорду. Реџи намерава да искористи ове информације, како би склопила договор са Фолтригом, да Рикију пружи специјализовану медицинску негу и стави породицу у програм заштите сведока. Реџи и Марк стижу у Клифордову кућу исте ноћи, када долазе Малдано и његови саучесници. Они ископају тело, након чега следи борба прса у прса, када су Марк и Реџи откривени. Малдано и остали бандити беже, након што Реџи пуца у суседову контролну кутију аларма.
Фолтриг пристаје на Реџину понуду, у замену за информације о локацији тела. Пре него што породица Свеј оде да настави живот под новим именима, Марк и Реџи се срдачно опраштају. Малдано не видећи своју грешку у целом случају, љути се на своје сараднике из мафије, јер су уништили цело „предузеће”, а Сулари, уморан од борбе са Малдановом својеглавошћу, планира да га елиминише. Након што је добио тело сенатора, Фолтриг изјављује своју намеру да се кандидује за гувернера.

## Улоге
| Глумац            | Улога                                         |
| ----------------- | --------------------------------------------- |
| Сузан Сарандон    | Реџина „Реџи” Лав                             |
| Бред Ренфро       | Марк Свеј                                     |
| Томи Ли Џоунс     | федерални тужилац, Рој „пречасни Рој” Фолтриг |
| Ентони Лапаља     | Бери „Блејд (Оштрица)” Малдано                |
| Мери-Луиз Паркер  | Дајен Свеј                                    |
| Џеј Ти Волш       | агент ФБИ-а Џејсон Мактјун                    |
| Бредли Витфорд    | помоћник Федералног тужиоца Томас Финк        |
| Ентони Хилд       | агент ФБИ-а Лери Труман                       |
| Ким Коутс         | Пол Гронки                                    |
| Џон Дил           | Џек Ненс                                      |
| Рон Дин           | Џони „ујка Џони” Сулари                       |
| Ентони Едвардс    | Клинт вон Хусер                               |
| Оси Дејвис        | судија Хари Рузвелт                           |
| Волтер Олкевич    | Џером „Роми” Клифорд                          |
| Вилијам Х. Мејси  | доктор Гринвеј                                |
| Вилијам Сандерсон | агент ФБИ-а Воли Бокс                         |
| Вил Патон         | наредник Харди                                |
| Дејвид Спек       | Рики Свеј                                     |
| Ден Кастеланета   | „Слик” Милер                                  |